# Adam Strange
Adam Strange egy kitalált szereplő, szuperhős a DC Comics képregényeiben. A szereplőt Gardner Fox író és Mike Sekowsky rajzoló alkotta meg. Első megjelenése a Showcase 17. számában volt, 1958 novemberében.
Adam Strange régészt Peruból a földönkívüli Zéta-sugár egyenesen a Rann nevű bolygóra teleportálja. Nemsokára az idegen bolygó védelmezőjévé válik más, ellenséges idegen lényekkel szemben. Strange kalandjai először a Showcase, majd a Mystery in Space, azt követően pedig a Strange Adventures című kiadványokban kaptak helyet az 1950-es és 60-as évek folyamán. Bár a karakter soha nem tartozott a DC legnépszerűbb szereplőinek sorába, ennek ellenére folyamatosan jelen volt képregények oldalain. 2004-ben saját nevét viselő minisorozata indult, melyben Andy Diggle író és Pasqual Ferry rajzoló új egyenruhával és felszereléssel modernizálták karakterét.